# الضربة الباكستانية على إيران 2024
في 18 يناير 2024، شنت باكستان غارات جوية انتقامية في مقاطعة سيستان وبلوشستان الإيرانية، مدعية أنها ضربت مخابئ تابعة للمتمردين الانفصاليين البلوش المشاركين في الصراع ضد باكستان، وكانت هذه العملية ردا على سلسلة من الضربات الجوية والضربات بطائرات بدون طيار داخل مقاطعة بلوشستان الباكستانية التي نفذتها إيران والتي زعمت أنها استهدفت جماعة جيش العدل الانفصالية البلوشية السنية المسلحة وأدت لمقتل اثنين من المدنيين وجرح ثلاثة إلى أربعة آخرين
أطلقت باكستان على هذه العملية اسم "مرگ بر سرمچار" والتي تعني "الموت للمتمردين".
وفي 19 يناير 2024، أعلنت باكستان أنها اتفقت مع إيران على تهدئة التوترات، بعد قصف متبادل على أهداف لمتشددين في أراضي البلدين.

### ردود الفعل
السعودية
في 21 يناير 2024، رحبت وزارة خارجية المملكة العربية السعودية باتفاق خفض التوتر وعودة العلاقات الدبلوماسية بين جمهورية باكستان الإسلامية والجمهورية الإسلامية الإيرانية.